# Gottfried Heinrich Stölzel
Gottfried Heinrich Stölzel, född 13 januari 1690 i Grünstädtel, död 27 november 1749 i Gotha, var en tysk kompositör. Han var samtida med Johann Sebastian Bach, men trots att han på sin tid av många var lika uppskattad som Bach och därtill mycket produktiv är han idag alls inte namnkunnig. 
Stölzels manuskript placerades efter hans död mycket slarvigt på en slottsvind, där de utsattes för både fukt och råttangrepp. När man 30 år senare plockade fram dem på nytt, återstod endast en mycket liten andel av Stölzels digra produktion. Av hundratals kompositioner överlevde endast tolv. Det är därför ironiskt att Stölzels kanske vackraste överlevande stycke, Bist du bei mir, ofta felaktigt tillskrivs just Bach.